# Enrique Arroyo Schroeder
Enrique Arroyo Schroeder (Ciudad de México, 5 de diciembre de 1967) es un director, productor y guionista de cine mexicano.

## Estudios
Estudió en el Centro de Capacitación Cinematográfica de los Estudios Churubusco, también estuvo inscrito en el ejército en la North Western Military and Naval Academy en Wisconsin, Estados Unidos. En 1996 se recibe con honores como Licenciado en realización cinematográfica.

## Carrera
Ha trabajado como director, productor, productor en línea, sonidista, editor, escenógrafo, guionista, fotógrafo y post-productor.
Empezó en televisión y como ayudante de dirección, algo que hizo con Alfonso Cuarón en Sólo con tu pareja. También ha  trabajado con Carlos Carrera, Woody Allen, Felipe Cazals, Luis Mandoki y Michel Listenstein, entre muchos otros. En 2015 comenzó a rodar la película Mole de Olla receta original, aún sin estrenar.

## Filmografía
- De este lado del paraíso.
- La muerta, cosa de risa.
- Suicidio.
- Sólo con tu pareja.
- Entre mujeres.
- Noche de ronda.
- Gordo.
- Como agua para chocolate
- Matrimonio.
- Parejas.
- Del olvido al no me acuerdo.
- El otro sueño americano.
- Whatever Works, como ayudante de dirección.
- Peregrinación.
- Me quieres.
- Coitus interruptus.
- Una familia con madre.